# OTTAVA
OTTAVA（オッターヴァ）は、OTTAVA株式会社が運営するクラシック音楽専門のインターネットラジオ局である。

## 概要
イギリスの「Classic FM」を皮切りに、世界中で注目されているコンテンポラリー・クラシック・ステーションの日本版として、TBSラジオ&コミュニケーションズが2007年3月5日からプレ放送を開始し、同年4月1日午前8時に正式開局。2011年3月まではデジタルラジオとしても運用されていた。
局名・番組タイトルのOTTAVAとは、音楽用語「octave(オクターヴ)」のイタリア語。
音源は主に「ナクソス」の日本法人であるナクソス・ジャパンが提供している。
開局からナクソス・ジャパンへの譲渡時まで、担当プロデューサーは三村孝成（担当:2007年 - 2014年6月/元TBSラジオ代表取締役社長/元J-WAVE、読売広告社）。
開局当初はプレゼンター（一般のラジオ番組におけるディスクジョッキーやパーソナリティ）の進行による番組が多かったが、次第に減少。2013年春の改編では、平日・日曜日ともに半減、土曜日に至っては一つも存在しない状況となった。また、『OTTAVA con brio』の月 - 木曜（斎藤茂の担当回）は、例外としてオペレーション・ディレクターがプレゼンターの番組進行をサポートしていたが、2013年4月1日の放送からは他の番組と同様にプレゼンターの単独進行となった。
2014年4月1日、この時点での運営母体である東京放送ホールディングス（TBSHD）は、デジタルラジオへの取組を見直すことを理由として同年6月30日をもって放送の休止を公式サイトで発表。
2014年6月23日、一転して同年7月以降の放送継続を発表。音源提供元のナクソス・ジャパンが運営を引き継ぎ、商標「OTTAVA」やドメイン「ottava.jp」についても譲渡を受け、同社が中心となって運営会社を設立することになった。なおOTTAVAの事業譲渡に伴い、スタジオは東京・赤坂サカスから移転したほか、TBSテレビ・ラジオの公式HPからはOTTAVAへのリンクが削除された。
第2の開局後のスタジオ（目白スタジオ）はオービチューン内に設置された。また第2の開局後の配信システム、技術支援もオービチューンである。
2014年10月1日、3ヶ月の準備期間を経て第2の開局を果たし、タイムテーブルを一新した。これ以後は、これまでの放送広告モデルによる運営から、高音質有料配信、有料番組、スポンサーシップ（リスナーによる寄付）、アフィリエイト、企画興行収入、企画商品販売および放送広告による運営となった。なお、低音質ライブ放送の無料配信は今後も継続される。
2014年12月19日、ナクソス・ジャパンから独立して2015年1月5日に千代田区一番町に移転、スタジオも2015年4月12日に移転した。
2016年1月4日、大幅な番組改編を発表。1月9日に新編成での放送がスタートした。
2016年1月18日、PrimeSeatとの協業によるハイレゾでの番組の制作や生番組の同時放送がスタートした。番組の共同制作は2017年3月末で終了したが、PrimeSeatでは4月以降も平日に「Weekday Special」としてOTTAVAの番組を配信する。
2018年2月18日、クラシック音楽情報誌『ぶらあぼ』との連携開始を発表。20日から『OTTAVA Salone』内に『ぶらあぼ』や同誌のWeb媒体『WEBぶらあぼ』のおすすめの公演を紹介するコーナー「Radioぶらあぼ」が設けられた。『ぶらあぼ』では斎藤による連載「OTTAVAへようこそ」が開始された。
同年4月、初の常設サテライトスタジオとなる「OTTAVA TENNOZ TMMT Studio」（2020年11月に「OTTAVA TENNOZ WHAT CAFE Studio」と改称）を品川区東品川の天王洲に開設。4月16日から生番組『OTTAVA Aria from TENNOZ TMMT Studio』を開始した。
5月1日、クラウドファンディングサイト・MotionGalleryにて、番組のオンデマンドシステムの開発プロジェクトを発表。6月29日まで開発費用を募集した。6月18日に目標金額の200万円に到達。最終的には346人から3,558,555円が寄せられた。
6月30日、一番町から天王洲にスタジオ・事務所とも完全移転することを発表。7月2日より『OTTAVA Salone』も天王洲のスタジオからオンエア。8月29日付で本社機能を移転した。
11月5日、クラウドファンディングにより開発されたオンデマンド・サービス「OTTAVA Premio（オッターヴァ　プレミオ）」がオープン。生番組『OTTAVA Fresca』を開始した。
2019年4月25日、ウィーン国立歌劇場とのパートナーシップ締結による動画配信事業を開始すると発表。5月3日に配信サイト「OTTAVA.TV（オッターヴァ　ティーヴィー）」を公開、5月10日（日本時間）に配信を開始した。
10月7日、OTTAVA Premioがリニューアル。オンデマンド配信が公式サイトのプレイヤーと一体化された。10月29日の『OTTAVA Salone』から、生放送のスタジオ動画配信実験も開始された。12月末にはiOS・Android用の専用アプリもリリースされた。
2020年4月1日、番組改編。平日昼帯に『OTTAVA Anante』、夕刻から夜にJJazz.Netとのコラボ番組『OTTAVA Jazz』がスタート。『OTTAVA Salone』は深夜帯の録音番組に。
9月7日、公式サイトの大幅リニューアル。番組のオンデマンドサービスも刷新。OTTAVA Premioや専用アプリへの配信は終了し、新オンデマンドサービス「OTTAVA Plus(オッターヴァ　プラス)」がスタートした。
10月1日、番組改編。『OTTAVA Aria from TENNOZ TMMT Studio』『OTTAVA Jazz』が終了。『OTTAVA Salone』は夕方に戻った。
2021年1月、天王洲からのスタジオ移転とそれにともなう生番組の休止を発表。3月15日、文京区水道の新スタジオから『OTTAVA Fresca』『OTTAVA Andante』を再開した。
7月19日、自然音とクラシックを24時間配信する新チャンネル『Voice of the Planet』を立ち上げた。自然音はサウンドヒーリング協会、クラシック音楽はカメラータ・トウキョウが提供。プレゼンターはダンカン・ハミルトン。WebサイトやSNSの表記は第一言語がすべて英語。世界のエシカルな人々とコミュニケーションを深めていく、とのこと。9月20日に本格スタートした。
8月より、みんな電力と契約、配電を受ける。水道スタジオを「OTTAVA顔の見えるスタジオ」と改称。
2021年9月1日より平日プログラムの無料聴取を「1日当たり30分間」に制限する旨、8月13日の生放送『OTTAVA Andante』で斎藤が代表取締役社長として発表した。土日は無料放送を継続する。開局14年半にして、ほぼ全面的な有料放送化へ大きく舵を切った。
2022年7月、オンラインでのカルチャースクール「OTTAVA Accademia（オッターヴァ　アッカデミア）」のサービスを開始した。当初は有料だったが、2023年5月よりロジスティードの協賛を得て無料化。正式名称も「LOGISTEED Presents OTTAVA Accademia」に変更になった。
10月、チケットぴあのクラシック部門とコラボ。BBCプロムスの宣伝を行う生番組『OTTAVA Sunday Special BBC Promsがやってくる!』を16日と23日にオンエアする。

## 聴取方法
インターネットラジオ（ライブストリーミング）
日本国内はもとより他国および南極基地、国際宇宙ステーションからでも聴取可能である。
端末を問わず一般に使われているWebブラウザで、OTTAVAホームページ上からSourcefabric(NPO)が開発したAirTimeというラジオ配信ソフトウェアを介して聴取する。
無料配信
2021年9月1日以降、平日は30分間のみ、土日は終日聴取可能。
TuneIn Radioなどのネット配信サービスおよびネットワークオーディオ機器によるインターネットラジオの総合ディレクトリvTunerなどのストリーミング聴取は、同年8月末で終了した。
有料配信
有料会員（ストリーミング会員・レギュラー会員・OTTAVA応援会員）は、Webブラウザでログインした上で、OTTAVAホームページ上から聴取できる。
有料オンデマンド聴取
有料会員（レギュラー会員・OTTAVA応援会員）は、過去の番組が7日間聴取できる。
OTTAVA Plus
有料配信、有料動画配信、独自コンテンツの配信が行われる。聴取は1番組ごとに課金される。配信プラットフォームはVimeoを用いている模様。
YouTube（「OTTAVA TV」チャンネル）
音声コーデックはMP4（AAC）128kbps。
2020年4月8日、新たに「OTTAVA TV」をチャンネル登録。
2023年10月現在、生番組『OTTAVA Now!』のほか、『Pianist in Paris』『しげるんと直樹の闇トーク。』などの番組が配信されている。

### 過去の聴取方法
OTTAVA Premio
2018年11月にスタート。2020年のサイトリニューアルにより廃止された。
有料会員（Premio会員・Premio Plus会員）が、端末を問わずほとんどすべてのブラウザで聴取できた。
配信プラットフォームはNTTスマートコネクトのものを用いていた。音声コーデックはAAC 256kbps。
2019年10月29日から、生放送番組についてはスタジオの様子が動画配信されていた。
専用アプリ
2019年12月23日にiOS版が、27日にAndroid版がリリースされた。OTTAVAの全番組を聴取可能。Premio会員は延長放送や生放送の動画配信、オンデマンドも視聴できた。2020年9月のリニューアルにより廃止された。
OTTAVA.TV
パソコン・スマートフォン・タブレットのブラウザで視聴可能。有料プログラムの場合はチケットの購入が必要であった。現在はOTTAVA Plusと一体になっている。
YouTube（「ottava japan」チャンネル）
かつてはライブ配信も行われていたが、2018年7月25日を最後にライブ配信は行われなくなった。
スタジオのライブ動画も配信された時期もあったが、壁のプレートが映されているだけであった。たまにプレゼンターがイタズラすることがあった。コンサートの告知やOTTAVAの紹介などの静止画が配信されていた時期もあった。
2020年4月、「ottava japan」チャンネルは閉鎖され消滅。
PrimeSeatによるハイレゾでの聴取
2016年1月 - 2020年4月24日。配信フォーマットはPCM形式 48kHz/24bit。PCの専用ソフトウェアで聴取できる。
2016年1月 - 2017年3月には、録音番組『PrimeSeat Salon』のほか、生番組『PrimeSeat/OTTAVA Aria』『PrimeSeat/OTTAVA Liberta』『PrimeSeat/OTTAVA Salone』『PrimeSeat/OTTAVA Navi』がPrimeSeatと共同制作されていた。
共同制作が終わっても、平日の9 - 22時に無料配信と同内容の番組を配信していた。
ニコニコ動画
2014年12月5日に『OTTAVA Salone』のライブ配信を開始。2015年2月12日、スタジオのライブ動画配信が可能になった。同年4月12日、スタジオの一番町への移転後に、ニコニコ動画のみでの生放送延長（「残業」「居残り放送」「放課後」と呼ばれた）も行われるようになった。タイムシフト機能などを利用した有料オンデマンド聴取や録音番組『The World of OTTAVA』『Classic High!』の聴取も可能であった。
「OTTAVA Premio」のスタートにともない、2018年10月31日に生番組のライブ配信は終了。11月30日にOTTAVAチャンネルはクローズした。
楽天FM
楽天FMがサービス終了した2017年8月31日まで、楽天FMホームページおよびスマートフォンやタブレットの楽天FM公式アプリで聴取できた。
旧無料配信
2021年8月31日まで、データ転送レート48kbps/64kbps/128kbpsで配信された。
TuneIn Radioなどのネット配信サービスおよびネットワークオーディオ機器でのストリーミング聴取が可能だった。
2014年12月31日までは、WMA形式 64kbps で配信されていた。
無料オンデマンド
2014年6月30日まで各番組ページでオンデマンド聴取できた。無料配信とは異なりMP3形式のためほとんどすべてのブラウザで聴取できた。
地上デジタル音声放送実用化試験放送
東京地区（東京タワー）9202チャンネル。東京都、神奈川県、千葉県、埼玉県の各一部でのみ受信可能。2011年3月31日に終了。
FMラジオ
『OTTAVA amoroso』（当時月 - 金曜 18:00 - 21:30）のみ、InterFMにて2008年7月から2009年3月31日の番組終了まで、当日の24:00 - 27:30に時差放送していた。
AMラジオ
『OTTAVA con brio』（当時月 - 金曜 22:00 - ）の序盤の1時間をTBSラジオで月 - 金曜日27時台に時差放送。2008年9月29日開始、2010年4月2日番組終了。また、2010年 - 2011年にTBSラジオで放送された番組『Listen HEART!』(DJ：濱田マリ)に、斎藤茂がクラシック音楽の名曲を紹介するOTTAVAのPRコーナー「Listen OTTAVA」が設けられた。
SOUND PLANET（USEN）
C/G-61チャンネル。
LISMO WAVE
KDDI・沖縄セルラー電話連合のauスマートフォン（Android搭載機種のみ）や一部au携帯電話で提供されていた。
kikeruアプリ
2009年12月7日から2010年12月10日まで「kikeruアプリ」でのiPhone向け配信もされていた。
BIGLOBE RADIO
2008年06月11日から2010年9月30日まで『OTTAVA con brio』を配信していた。

## 沿革
- 2007年
  - 3月5日 - TBSラジオ&コミュニケーションズがデジタルラジオおよびインターネットラジオにて、プレ放送を開始。
  - 4月1日 - 午前8時、正式開局。
- 2008年
  - 7月1日 - イー・モバイルのスマートフォン向けに『OTTAVA for EMOBILE』のサービスが開始。
  - 7月 - InterFMにて『OTTAVA amoroso』の時差放送開始。
  - 9月29日 - TBSラジオ（AM）にて『OTTAVA con brio』の時差放送開始。
- 2009年
  - 3月25日 - ウィルコムのスマートフォン向けに『OTTAVA for WILLCOM 03』のサービスが開始。
  - 3月31日 - InterFMにて時差放送されていた『OTTAVA amoroso』が放送終了。
  - 4月1日 - TBSの持株会社移行と同時に、デジタルラジオ事業がTBSラジオ&コミュニケーションズから東京放送ホールディングス（現・TBSHD）へ移管。OTTAVAの運営もTBSHDが担うこととなる[39]。
  - 8月25日 - iPhone/iPod touchでOTTAVAが聴取できるアプリケーションをAppleのApp Storeにて公開。
- 2011年3月31日 - デジタルラジオ実用化試験放送が終了。
- 2014年
  - 4月1日 - TBSHDが同年6月30日をもっての放送の休止を発表[5]。
  - 6月23日 - ナクソス・ジャパン株式会社による承継、同年7月以降の放送継続を発表。
  - 6月25日 - 運営会社「OTTAVA株式会社」設立。代表取締役には当時のナクソス・ジャパンの代表取締役社長兼CEO・佐々木隆一が、ゼネラルマネージャーに斎藤茂が就任する。
  - 6月30日 - TBSHD傘下での放送が終了。
  - 7月1日 - OTTAVA株式会社に運営が移る。以後、放送は、60分間の特別番組『The World of OTTAVA』とノンストップを中心とした暫定編成となる。また、この時期にはリスナーを対象にしたアンケートが行われ[40][41]、その結果がその後の方針を決定する判断材料となった。回答者数は、予想を大幅に上回り、5000人を超えた[注 12]。
  - 9月1日 - 2時間の生試験放送が開始。平日の夜に、プレゼンター5人が日替わりで担当。リスナーからのメールによるフィードバックを受けつつ、各種の調整を行った。プレゼンターが新しいスタジオや機材などに慣れるための「路上教習」期間でもあった[42][注 13]。
  - 10月1日 - 第2の開局。生番組『OTTAVA Salone』が放送開始。
  - 12月 - 新配信（MP3形式）の試験配信開始。YouTubeLiveでも配信開始。ニコニコ動画チャンネルにて有料OTTAVAチャンネル（税別500円）で配信開始（生配信、新オンデマンド、独自番組、過去番組。いずれも高音質配信と告知）。31日23時に旧配信（WMA形式）と無料オンデマンドを廃止。
  - 12月19日 - ナクソス・ジャパン株式会社から独立。代表取締役の佐々木隆一はナクソス・ジャパン社長兼CEOを退く。
- 2015年3月31日 - OTTAVA株式会社 取締役に村井清二（株式会社シンタックスジャパン代表取締役）、柴田裕之、岸博幸の3氏が就任。同日、佐々木順子は取締役を退任した。
- 2016年
  - 1月9日 - 大幅な番組改編。新番組『Cadillac American Luxury OTTAVA新世界クラシック』が放送開始。翌10日には『PrimeSeat Salon』が、11日には生番組『OTTAVA Aria』『OTTAVA Liberta』が放送開始。
  - 1月18日 - 生番組『PrimeSeat/OTTAVA Aria』『PrimeSeat/OTTAVA Liberta』『PrimeSeat/OTTAVA Salone』のPrimeSeatによるハイレゾ音質での同時配信を開始。
  - 3月1日 - OTTAVA株式会社 取締役に竹中禎一が就任し、CEOとなる。同年4月30日に辞任。
  - 11月21日 - 斎藤茂が取締役社長（MD:Managing Director）に昇格就任した[43]。
- 2017年
  - 2月15日 - 寺田倉庫株式会社、株式会社ジャパンエフエムネットワーク、株式会社MDパートナーズ（現・エムディーピー）[注 14]を引受先とする第三者割当増資を実施したと発表[44]。
  - 3月31日 - PrimeSeatとの番組の共同制作を終了[45]。
  - 8月30日 - OTTAVA株式会社 取締役に大江貴志、沖垣内耕一の両氏が就任。同日、柴田裕之、岸博幸の両名は取締役を辞任した。岸は監査役に就任。
- 2018年
  - 2月18日 - クラシック音楽情報誌『ぶらあぼ』との連携開始を発表。
  - 4月16日 - 初の常設サテライトスタジオ「OTTAVA TENNOZ TMMT Studio」（（現「OTTAVA TENNOZ WHAT CAFE Studio」）を品川区東品川の天王洲に開設。生番組『OTTAVA Aria from TENNOZ TMMT Studio』を開始。「第3の開局」と呼ばれる一連の動きのスタート。
  - 5月1日 - 番組のオンデマンドシステムの開発費用をクラウドファンディングで募集開始。6月18日に目標金額の200万円に到達。最終的には346人から3,558,555円が寄せられた。
  - 6月30日 - 千代田区一番町から天王洲への完全移転を発表。
  - 8月29日 - 佐々木隆一、大江貴志の両名がOTTAVA株式会社の取締役を退任。斎藤茂が代表取締役社長に、中野善壽（寺田倉庫代表取締役(当時)）、斎藤隆幸、林隆嗣が取締役に就任。岸博幸が監査役を退任、堀川洋佑が就任。同日付で天王洲に本社機能を移転（法人の登記上の本店所在地は2018年12月11日に移転[46]）。
  - 11月5日 - オンデマンド・サービス「OTTAVA Premio」[47]がオープン。生番組『OTTAVA Fresca』を開始。
- 2019年
  - 2月1日 - 中野善壽がOTTAVA株式会社の代表取締役に就任（斎藤は留任）。白柳龍一、寺田保信が取締役に就任。斎藤隆幸は監査役に就任。
  - 5月3日 - 公式サイトを大幅リニューアル。動画配信サイト「OTTAVA.TV」[48]がオープン。
  - 5月10日（日本時間）- OTTAVA.TVでの動画配信を開始。
  - 6月19日 - 中野善壽がOTTAVA株式会社の代表取締役を、林隆嗣が取締役を辞任。
  - 7月30日 - 蓑田俊之（GVIDO MUSIC株式会社社長）がOTTAVA株式会社の取締役に就任。堀川洋佑が監査役を退任。
  - 10月7日 - OTTAVA Premioリニューアル。オンデマンド放送がOTTAVAトップページから視聴可能に（有料会員登録が必要）。
- 2020年
  - 8月25日 - 寺田保信、沖垣内耕一がOTTAVA株式会社の取締役を退任。
  - 9月7日 - 公式サイトを大幅リニューアル。OTTAVA Premio終了。OTTAVA Plusがオープン。
  - 12月30日 - 佐藤大がOTTAVA株式会社の取締役に、廣田一樹が監査役に就任。蓑田俊之が取締役を、斎藤隆幸が監査役を辞任。
- 2021年
  - 1月5日 - 白柳龍一が取締役を辞任。沖垣内耕一が取締役に就任。
  - 2月 - 本社機能を文京区水道に移転（法人の登記上の本店所在地は2021年3月5日に移転）。
  - 3月15日 - 公式サイトを大幅リニューアル。
  - 7月19日 - 自然音とクラシック音楽のmixを24時間配信する別チャンネル『Voice of the Planet』をスタート。
  - 9月1日 - OTTAVAの実質有料化スタート。
  - 9月20日 - Voice of the Planet本格スタート。
- 2022年7月16日 - OTTAVA Accademiaスタート。
- 2023年6月1日 - 杉本直人が取締役に、中村哲也が監査役に就任。沖垣内耕一が取締役を、廣田一樹が監査役を辞任。
- 2024年11月1日 - ポッドキャスト配信をスタート。

## 現在の番組
2025年7月時点の公式サイトのタイムテーブルなどによる。

### 平日
| 時間                                                              | 番組名 | プレゼンター                                                             |
| ----------------------------------------------------------------- | --- | ------------------------------------------------------------------------ |
| 5:00-9:00                                                         | OTTAVA bianca （オッターヴァ ビアンカ）                                                                     |                                                                          |
| 9:00-12:00                                                        | OTTAVA Fresca （オッターヴァ フレスカ）                                                                     | 森雄一（月・火） 本田聖嗣（水） 長井進之介（木） 三上なお（金）          |
| 12:00-14:00                                                       | OTTAVA celeste （オッターヴァ チェレステ）                                                                  |                                                                          |
| 14:00-18:00                                                       | OTTAVA Andante （オッターヴァ アンダンテ）                                                                  | 林愛実（月） ゲレン大嶋（火・水） 島田優理子（木） 林田直樹（金）        |
| （月・水(再放送)）18:00-19:00                                     | Presenter Program （プレゼンター プログラム）                                                               | 角口圭都 君塚仁子 227 林はるか 堀米綾 萬谷白令 佐々木菜穂子 （日替わり） |
| （火）18:00-20:00                                                 | OTTAVA Now! （オッターヴァ ナウ）                                                                           | 斎藤茂                                                                   |
| （火）21:00-23:00                                                 | OTTAVA Con brio （オッターヴァ コンブリオ）                                                                 | 斎藤茂                                                                   |
| （第1木）18:00-19：00ごろ                                         | 東亮汰 カプリチオーソ・ムジカ （ひがしりょうた カプリチオーソ・ムジカ）                                     | 東亮汰                                                                   |
| （第2木）18:00-18:30ごろ                                          | 齋藤正樹 音の地図 （さいとうまさき おとのちず）                                                             | 齋藤正樹                                                                 |
| （第3木）18:00-18:30ごろ                                          | 村松としゆき La Voce （むらまつとしゆき ラ・ヴォーチェ）                                                    | 村松としゆき                                                             |
| （第3木）18:00-19:00ごろ                                          | 上方クラシック倶楽部 （かみがたくらしっくくらぶ）                                                           | 崎本哲生                                                                 |
| （最終木）18:00-19:00                                             | 青木カレン JAZZ NIGHT at HIROO OKUMURA （あおきかれん ジャズ・ナイト・アット・ひろおおくむら）              | 青木カレン 田辺充邦                                                      |
| （年4回、主に第2木）18:00-19:00                                   | 福間洸太朗 プロデュース レア・ピアノミュージック （ふくまこうたろう プロデュース レア・ピアノミュージック） | 福間洸太朗                                                               |
| （不定期木）18:00-19:00                                           | '名倉誠人 マイ・フェイヴァリット・ニューヨーク （なくらまこと マイ・フェイヴァリット・ニューヨーク）        | 名倉誠人                                                                 |
| （不定期木）18:00-19:00                                           | 渡邊智道 浪漫探求 （わたなべともみち ろまんたんきゅう）                                                     | 渡邊智道                                                                 |
| （金）18:00-19:00                                                 | 松尾祐孝 ザ・コンテンポラリー （まつおまさたか ザ コンテンポラリー）                                        |                                                                          |
| （月・水・金）19:00-23:00 （火）20:00-21:00 （木）18:30ごろ-23:00 | OTTAVA marrone （オッターヴァ マッローネ）                                                                  |                                                                          |
| 23:00-24:00                                                       | Voice of the Planet （ヴォイス オブ ザ プラネット）                                                         |                                                                          |
| 24:00-29:00                                                       | OTTAVA marrone                                                                                              |                                                                          |

### 土・日曜日
| 時間                  | 番組名                                         | プレゼンター        |
| --------------------- | ---------------------------------------------- | ------------------- |
| 05:00-12:00           | OTTAVA bianca                                  |                     |
| 12:00-19:00           | OTTAVA celeste                                 |                     |
| 19:00-23:00           | OTTAVA marrone                                 |                     |
| 23:00-24:00           | Voice of the Planet                            |                     |
| (不定期土)23:00-24:00 | 青木カレン JAZZ NIGHT at HIROO OKUMURA(再放送) | 青木カレン 田辺充邦 |
| 24:00-29:00           | OTTAVA marrone                                 |                     |

## 過去の番組

### 第2の開局後（2014年10月1日 - ）

#### 水道スタジオ時代
2021年8月2日 - 2022年12月末には「OTTAVA顔の見えるスタジオ」とコールされていた。

##### 2025年7月04日まで
| 時間            | 番組名                                                | プレゼンター |
| --------------- | ----------------------------------------------------- | ------------ |
| (金)18:00-19:00 | The World of OTTAVA （ザ ワールド オブ オッターヴァ） |              |

##### 2025年3月28日まで
| 時間              | 番組名        | プレゼンター                                         |
| ----------------- | ------------- | ---------------------------------------------------- |
| (月-金)9:00-12:00 | OTTAVA Fresca | 森雄一（月・火） 本田聖嗣（水） 長井進之介（木・金） |

##### 2024年3月7日まで
| 時間                 | 番組名                                                 | プレゼンター                                      |
| -------------------- | ------------------------------------------------------ | ------------------------------------------------- |
| (年4回木)18:00-20:00 | 伊藤悠貴 The Romantic (いとうゆうき ザ ロマンティック) | 伊藤悠貴 荒井喜矩 渡邊智道 齋藤正樹 中村愛 斎藤茂 |

##### 2023年9月30日まで
| 時間        | 番組名         | プレゼンター                                                     |
| ----------- | -------------- | ---------------------------------------------------------------- |
| 9:00-12:00  | OTTAVA Fresca  | 本田聖嗣(月-水) 長井進之介(木・金)                               |
| 14:00-18:00 | OTTAVA Andante | 林愛実(月) 森雄一(火) ゲレン大嶋(水) 島田優理子(木) 林田直樹(金) |

##### 2023年9月7日まで
| 時間                   | 番組名       | プレゼンター                    |
| ---------------------- | ------------ | ------------------------------- |
| (第1木)18:00-18:30ごろ | メルコの楽屋 | メルコレディ (中村愛・山田磨依) |

##### 2023年3月31日まで
| 時間                    | 番組名                                                                        | プレゼンター                                            |
| ----------------------- | ----------------------------------------------------------------------------- | ------------------------------------------------------- |
| (水)18:00-18:30ごろ     | メルコの楽屋                                                                  | メルコレディ (中村愛・山田磨依)                         |
| (木)18:00-19:00         | Presenter Program                                                             | 角口圭都 君塚仁子 227 林はるか 堀米綾 yumi （日替わり） |
| (最終木)18:00-18:30ごろ | 福川伸陽 バックステージへようこそ (ふくかわのぶあき バックステージへようこそ) | 福川伸陽                                                |
| (金)18:00-18:30ごろ     | 伊藤悠貴 The Romantic                                                         | 伊藤悠貴 荒井喜矩 渡邊智道 齋藤正樹 （日替わり）        |

##### 2023年1月3日まで
| 時間            | 番組名      | プレゼンター |
| --------------- | ----------- | ------------ |
| (火)19:00-21:00 | OTTAVA Now! | 斎藤茂       |

##### 2022年10月7日まで
| 時間               | 番組名                                    | プレゼンター                                                     |
| ------------------ | ----------------------------------------- | ---------------------------------------------------------------- |
| (月-金)14:00-18:00 | OTTAVA Andante                            | 林愛実(月) 林田直樹(火) ゲレン大嶋(水) 島田優理子(木) 斎藤茂(金) |
| (月)18:00-19:00    | Radio Planetarium (ラジオ プラネタリウム) | 森雄一                                                           |

##### 2022年8月31日まで
| 時間                | 番組名                     | プレゼンター                                 |
| ------------------- | -------------------------- | -------------------------------------------- |
| (土・日)10:00-13:00 | OTTAVA Fresca (再放送)     | 本田聖嗣 長井進之介                          |
| (土・日)13:00-17:00 | OTTAVA Andante (再放送)    | 林愛実 林田直樹 ゲレン大嶋 島田優理子 斎藤茂 |
| (日)22:00-23:00     | Radio Planetarium (再放送) | 森雄一                                       |

##### 2022年1月30日まで
| 時間            | 番組名                                                                               | プレゼンター        |
| --------------- | ------------------------------------------------------------------------------------ | ------------------- |
| (土)22:00-23:00 | Bravo Brass〜集まれ!ブラバンピープル〜 (ブラヴォー ブラス あつまれ ぶらばんぴーぷる) | オザワ部長 月野もあ |
| (日)17:00-18:00 | Bravo Brass〜集まれ!ブラバンピープル〜(再放送)                                       | オザワ部長 月野もあ |

##### 2022年1月9日まで
| 時間               | 番組名            | プレゼンター |
| ------------------ | ----------------- | ------------ |
| (月)22:00-23:00    | Radio Planetarium | 森雄一       |
| (火-金)22:00-23:00 | Presenter Program |              |

##### 2021年12月31日まで
| 時間            | 番組名                           | プレゼンター |
| --------------- | -------------------------------- | ------------ |
| (土)09:00-09:30 | ミライラボ 音のパレット          | 松田亜有子   |
| (金)12:00-12:30 | ミライラボ 音のパレット (再放送) | 松田亜有子   |

##### 2021年7月18日まで
| 時間                | 番組名            | プレゼンター |
| ------------------- | ----------------- | ------------ |
| (月-金)13:00-14:00  | Presenter Program |              |
| (月・日)22:00-23:00 | Presenter Program |              |

##### 2021年6月5日まで
| 時間            | 番組名                                    | プレゼンター |
| --------------- | ----------------------------------------- | ------------ |
| (月)22:00-22:30 | OTTAVA Presents... 6弦上のアリア          | 福田進一     |
| (土)9:00-9:30   | OTTAVA Presents... 6弦上のアリア (再放送) | 福田進一     |

##### 2021年5月29日まで
| 時間            | 番組名                                         | プレゼンター |
| --------------- | ---------------------------------------------- | ------------ |
| (木)22:00-22:30 | OTTAVA Presents... 今夜もウェルネス！          | 松田亜有子   |
| (土)17:00-17:30 | OTTAVA Presents... 今夜もウェルネス！ (再放送) | 松田亜有子   |

##### 2021年4月4日まで
| 時間            | 番組名                                                       | プレゼンター    |
| --------------- | ------------------------------------------------------------ | --------------- |
| (水)22:00-22:30 | OTTAVA Presents... 堤桂子のビューティーサミット2021          | 堤桂子 白柳龍一 |
| (日)09:00-09:30 | OTTAVA Presents... 堤桂子のビューティーサミット2021 (再放送) | 堤桂子 白柳龍一 |

##### 2021年3月14日まで
| 時間                | 番組名                            | プレゼンター  |
| ------------------- | --------------------------------- | ------------- |
| (月-金)9:00-10:00   | Presenter Program                 |               |
| (月-日)15:00-16:00  | Presenter Program                 |               |
| (最終金)15:00-16:00 | シリカのチカラ 他                 | 斎藤茂        |
| (最終金)17:00-18:00 | Presenter Program                 |               |
| (月)18:00-19:00     | Radio Bravo (レイディオ ぶらあぼ) | 斎藤茂 鈴木学 |
| (土・日)11:00-12:00 | Presenter Program                 |               |
| (土・日)13:00-14:00 | Presenter Program                 |               |

##### 2021年3月7日まで
| 時間            | 番組名                                          | プレゼンター        |
| --------------- | ----------------------------------------------- | ------------------- |
| (土)22:00-24:00 | Bravo Brass〜集まれ!ブラバンピープル〜          | オザワ部長 月野もあ |
| (日)17:00-19:00 | Bravo Brass〜集まれ!ブラバンピープル〜 (再放送) | オザワ部長 月野もあ |

##### 2021年2月28日まで
| (土・日)09:00-10:00 | Presenter Program                                            |                 |
| (土)21:00-21:30     | OTTAVA Presents... 6弦上のアリア (再放送)                    | 福田進一        |
| (日)07:00-07:30     | OTTAVA Presents... 堤桂子のビューティーサミット2021 (再放送) | 堤桂子 白柳龍一 |
| (日)21:00-21:30     | OTTAVA Presents... 今夜もウェルネス！ (再放送)               | 松田亜有子      |

#### 24時間聴取可能だったオリジナル番組
上記の帯番組以外にも、オリジナルの録音番組が多数制作された。現在は、音楽の二次使用の条件が厳しくなったため、制作・公開が困難になっている模様。
The World of OTTAVA(ザ　ワールド　オブ　オッターヴァ)
プレゼンターがそれぞれのテーマで選んだ楽曲とトークでOTTAVAのエッセンスを紹介する60分の録音番組。
第1弾は、2014年6月ごろ、OTTAVAのナクソスによる承継が決定した後、7月1日の移管までの間に制作された模様。番組数は34本。プレゼンターは斎藤茂・林田直樹・ゲレン大嶋。
第2弾は、2018年の、オンデマンドシステム開発費用を募るクラウドファンディングで目標金額を超える資金が集まったことにより、制作が決定。登場していたプレゼンターは、小室敬幸・森雄一・本田聖嗣・長井進之介・飯田有抄。
Classic High! (クラシック　ハイ)
いつもよりも少し「ハイ」テンションの、プレゼンターのトーク多めの録音番組。2018年11月30日まで、ニコニコ動画OTTAVAチャンネルで、有料会員が24時間聴取できた。番組数は12本(2017年3月26日時点)。ゲレン大嶋や本田聖嗣による60分のオリジナル番組のほか、ニコニコ動画には『OTTAVA Salone』でのゲストのインタビューを切り出したものや、2015年のラ・フォル・ジュルネ会場で公開録音された特別番組(メイン・プレゼンターは高野麻衣・林田直樹・本田聖嗣)も登録されていた。
OTTAVA Mall (オッターヴァ　モール)
音楽を始めとする文化やライフスタイルについての情報を雑誌感覚で紹介する30分の録音番組。無料。OTTAVA公式サイトとYouTubeのOTTAVAチャンネル(現在は閉鎖)で24時間聴取できた。2018年7月1日時点で登場していたプレゼンターは、斎藤茂・林田直樹・ゲレン大嶋・本田聖嗣・鈴木優人・オザワ部長・飯田有抄。
OTTAVA for You (オッターヴァ　フォー　ユー)
ラ・フォル・ジュルネ参加に向けたクラウドファンディングのコレクター(支援者)へのリターンとして、コレクターの企画により制作された60分番組。2020年4月ごろまで、YouTubeのOTTAVA「ottava japan」チャンネル(現在は閉鎖)で24時間聴取可能だった。
2016年に支援を受けた分は、10月11日に第1弾の5本、11月18日に第2弾の2本、2017年1月12日に第3弾の2本が公開された。登場したプレゼンターは、斎藤茂・林田直樹・ゲレン大嶋・本田聖嗣・227・石橋和巳。
- 居酒屋OTTAVA ～ゲレンが直樹に聞くの巻～ / ゲレン大嶋・林田直樹
- 居酒屋OTTAVA ～直樹がゲレンに聞くの巻～ / 林田直樹・ゲレン大嶋
- Gerald Finzi Special / 本田聖嗣
- Best of The Best 227 / 227
- 感謝の音楽を集めて / 林田直樹
- シゲルのブラームスはお好き？ / 斎藤茂
- 三線ってなんだ？ / ゲレン大嶋 他
- 勝手にAudio論、ハイレゾってなあに？ / 斎藤茂 他
- 夢 または 希望 / 斎藤茂

2017年に支援を受けた分は、2018年1月24日に第1弾の4本が、2月1日に第2弾の1本が、3月28日に第3弾の3本が、4月27日に最後の1本が公開された。登場したプレゼンターは、斎藤茂・石橋和巳・小室敬幸・林田直樹・本田聖嗣・ゲレン大嶋。
- 楽園をさがして / 斎藤茂
- 子供のための大人のクラシック / 斎藤茂
- 性格的小品－無言歌三昧 / 斎藤茂
- 勝手に映画音楽論、聞く？それとも聴く？ / 斎藤茂 他
- 不協和音をボクは恐れない / 小室敬幸
- ブルックナー実況解説 / 林田直樹
- パリの思い出 / 本田聖嗣
- 100年後に聴きたい21世紀のクラシック / 林田直樹
- OTTAVA私達の3曲 / 林田直樹・ゲレン大嶋

2020年2月18日に発表されたラ・フォル・ジュルネ参加に向けたクラウドファンディングで、再びリターンとして「OTTAVA for You」が登場した。しかし、同年3月27日、ラ・フォル・ジュルネ TOKYOの開催中止にともない、クラウドファンディングも終了。番組制作はかなわなかった。
2020年4月、YouTube「ottava japan」チャンネル閉鎖に伴い「OTTAVA for You」は公開を終了。OTTAVA支援の熱い思いを乗せたコレクターによる企画番組18本は、人知れず消滅した。
OTTAVA Presents...(オッターヴァ　プレゼンツ)
OTTAVAが注目する人物、コンサート、CD/配信楽曲、アート情報など、さまざな情報をピックアップしてお届けする30分の録音番組。OTTAVAで配信されるほか、下記4タイトルは、有料聴取が可能だった。
- 二之湯氏と中野氏のカフェトーク(二之湯武史・中野善壽)
- 堤桂子 ビューティ・サミット2020(堤桂子・白柳龍一)
- 今夜もウェルネス！(松田亜有子）
- 福田進一 6弦上のアリア(福田進一)

OTTAVA Caffe Selection(オッターヴァ　カフェ　セレクション)
Classic＆Modernなクラシック音楽の楽曲を独自にミックスした30分弱の番組。TBS時代に制作された。番組数は40本以上とみられる。
Harmonic Science ～奇跡の自然音〜
2021年3月の改編でスタート。従来から協力関係にあったサウンドヒーリング協会の協力を得て、自然音とクラシック音楽のmixを、従来『Contemporary Classics』がオンエアされていた時間帯にオンエア。2021年7月にスタートした別チャンネル『Voice of the Planet』に移行した。

## かつてプレゼンターを務めた人物
担当番組の終了により退いた人物や現在も他番組に出演している人物は除く。
- 宮前景 - 『OTTAVA con brio』2007年4月 - 2008年5月2日

2008年5月5日放送分から「休業」となり、5月9日に番組内で突然「降板」が発表された。降板理由は公表されておらず、本人も語っていない。
- 土屋雄作 - 『OTTAVA animato』2007年8月29日 - 9月4日

ゲレン大嶋が「第25回沖縄フェスティバル」出演で不在のため
- 栗原美和(インディペンデント・フィルムメーカー) - 『OTTAVA con brio』2008年7月7日 - 2008年12月22日の毎週月曜日
- 藤田みさ - 『OTTAVA con brio』2010年3月1日 - 2010年3月4日
- 浅田舞 - 『OTTAVA moderato』2010年10月18日 - 2010年10月19日の2日間、スペシャルプレゼンターとして出演
- 沼倉真里子 - 『OTTAVA moderato』2010年10月20日 - 2010年10月22日、『OTTAVA animato』2012年3月21日 - 2012年3月23日、『OTTAVA con brio』2013年4月4日
- 菅谷詩織(鍵盤ハーモニカ奏者) - 『OTTAVA Salone』2016年11月17日(斎藤茂とともに出演)[74]・2017年2月2日[75]

ともに飯田有抄の代演。ほか、2016年10月20日 - 2018年4月12日の飯田の担当回に隔週で出演した。
- 渡邊悠子(NPO法人みんなのことば代表理事) - 『OTTAVA Aria from TENNOZ TMMT Studio』2018年4月16日 - 2019年4月23日(月・火曜日)
- 飯田有抄(クラシック音楽ファシリテーター) - 『OTTAVA Salone』2016年1月14日 - 2017年3月31日(木・金曜日)、2017年4月6日 - 2020年3月26日(木曜日)
- 味原みずほ(フードライター) - 『OTTAVA Aria from TENNOZ TMMT Studio』2018年4月16日 - 12月8日(水 - 土曜日)、2018年12月14日 - 2020年3月28日(金・土曜日)
- 桜井れいな(ラジオDJ) - 『OTTAVA Aria from TENNOZ TMMT Studio』2019年4月30日 - 2020年3月31日の月・火曜日
- 小室敬幸 - 『OTTAVA Navi』(2016年10月8日 - 2018年4月14日)、『OTTAVA Salone』月曜日(2018年4月16日 - 2020年9月28日)

## みんなでつくる復興コンサート
正式タイトルは「〜つながる心つながる力〜みんなでつくる復興コンサート」。東日本大震災の被災者、そして彼らに寄り添う演奏活動を続ける仙台フィルハーモニー管弦楽団を応援するために、「音楽ファンが、一年に一度、3月に仙台に集まって一緒に仙台フィルの演奏を聴かせていただこう、彼らにエールを送ろう、という主旨で」、2012年から毎年3月に(2020年を除く。後述)開催している。
2012年から2014年はOTTAVA・東北放送・河北新報社が主催し、東京放送ホールディングス・ビデオプロモーションが協力。2015年からはTBSラジオ・東北放送・河北新報社が主催し、OTTAVAが企画制作、ビデオプロモーションが協力する。また、2012年から2021年まではKDDIが、2022年からはロジスティードが特別協賛している。
演奏される曲目や指揮者・ゲスト、当日の各種の企画などに関しては、リスナーに意見を募り、これを元に決められる。『OTTAVA con brio』『OTTAVA Salone』『OTTAVA Andante』『OTTAVA Now!』の斎藤茂の担当回や特設サイトで、バーチャルな「企画会議」が開かれ、寄せられた意見が斎藤により紹介されている。
プレゼンターでは斎藤がコンサートプロデューサーをつとめ、当日、司会進行役として出演。また、2012年から2015年までは、森雄一が当日のナレーションを担当した。

### 2012年
2012年3月31日、仙台市青年文化センターコンサートホールで開催した。指揮者は川瀬賢太郎、ゲストは宮本笑里。

### 2013年
2013年3月9日、東京エレクトロンホール宮城で開催した。指揮者は松井慶太、ゲストは臼澤みさき・宮城三女OG合唱団。
この回から、「KIZUNAシート」の募集が始まった。コンサートに参加できないOTTAVAリスナーがチケットを購入し、その枚数分、仙台フィルが招待したい被災地の人をコンサートに招待するという企画である。

### 2014年
2014年3月30日、東京エレクトロンホール宮城で開催した。指揮者は梅田俊明、ゲストは海上自衛隊東京音楽隊・三宅由佳莉・心に花を咲かせよう合唱団。

### 2015年
2015年3月29日、東京エレクトロンホール宮城で開催した。指揮者は三ツ橋敬子、ゲストは田代万里生。ほか、仙台南高校音楽部合唱団が出演した。

### 2016年
2016年3月5日、東北大学百周年記念会館川内萩ホールで開催した。指揮者は岩村力、ゲストは平原綾香
。ほか、仙台南高校音楽部合唱団が出演した。安東理紗が斎藤とともに司会進行役をつとめ、ナレーションも担当した。
この回から、独自ドメイン「minnadetsukuru.com」を持つ特設サイトが開設された。

### 2017年
2017年3月4日、東北大学百周年記念会館川内萩ホールで開催された。指揮者は石川星太郎、ゲストは新妻聖子。ほか、仙台南高校音楽部合唱団が出演した。大久保悠が斎藤とともに司会進行役をつとめた。

### 2018年
2018年3月10日、東北大学百周年記念会館川内萩ホールで開催された。指揮者は田中祐子、ゲストは井上芳雄。ほか、仙台南高校音楽部合唱団が出演した。大久保悠が斎藤とともに司会進行役をつとめた。

### 2019年
2019年3月9日、多賀城市民会館大ホールで開催された。指揮者は大井剛史、ゲストは半﨑美子。ほか、仙台南高校音楽部合唱団が出演した。安東理紗が斎藤とともに司会進行役をつとめた。

### 2020年
2020年2月29日、多賀城市民会館大ホールで開催される予定だった。指揮者は松井慶太。ゲストは藤澤ノリマサ。しかし、新型コロナウイルス感染症対策本部にて政府に要請された方針に従い、2月27日に中止が発表された。

### 2021年
2021年3月7日、名取市文化会館大ホールで開催された。指揮者は岩村力、ゲストは加藤登紀子。野口美和が斎藤とともに司会進行役をつとめた。この年から、有料ライブ配信が実施されるようになった。

### 2022年
2022年3月6日に名取市文化会館大ホールで開催された。指揮者は鈴木織衛、ゲストは中村雅俊。ほか、仙台南高校音楽部合唱団が出演した。佐藤渚が斎藤とともに司会進行役をつとめた。

### 2023年
2023年3月4日に石巻市・マルホンまきあーとテラス大ホールで開催された。指揮者は鈴木織衛、ゲストは森山良子。ほか、仙台南高校音楽部合唱団が出演した。安東理紗が斎藤とともに司会進行役をつとめた。

### 2024年
2024年3月10日に東北大学百周年記念会館　川内萩ホールで開催された。指揮者は大井剛史、ゲストは森口博子。ほか、仙台南高校音楽部合唱団が出演した。テーマは「仙台フィルと宇宙の旅へ！」。安東理紗が斎藤とともに司会進行役をつとめた。

### 2025年
2025年3月1日に東京エレクトロンホール宮城で開催された。指揮者は坂入健司郎、ゲストはLittle Glee Monster。ほか、仙台南高校音楽部合唱団が出演した。テーマは「響け！希望のハーモニー 音楽の力で心の復興を！」。安東理紗が斎藤とともに司会進行役をつとめた。

## ラ・フォル・ジュルネ・オ・ジャポンへの参加
ラ・フォル・ジュルネ・オ・ジャポン(2018年に「ラ・フォル・ジュルネTOKYO」と改称)とは良好な関係を築いている。アーティスティック・ディレクターのルネ・マルタンは2015年のOTTAVAの生番組で「ラ・フォル・ジュルネとOTTAVAは相棒」と発言している。

### 2007年
開局直後のこの年は、会場内にブースを設置。1日に3回〜4回、プレゼンターが各番組へレポートを行った。

### 2008年から2013年
この期間は、会場内にスタジオを設置。コンサートの出演者やルネ・マルタンをはじめとするラ・フォル・ジュルネの関係者をゲストに迎えて、生番組の公開放送を行った。

### 2014年
この年は、6月でのOTTAVAの休止が決定していたため、スタジオを設けなかった。

### 2015年
第2の開局後のこの年は、再び会場内にスタジオを設置。コンサートの出演者や関係者をゲストに迎えて、録音番組の公開収録を行った。番組は翌日の『OTTAVA Domenica』『OTTAVA Salone』枠で放送されたほか、『Clsssic High!』の番組としてニコニコ動画OTTAVAチャンネルに登録された。費用はOTTAVAスポンサーシップで集まった寄付金をあてた。
メイン・プレゼンターは高野麻衣(収録日：5月2日)、林田直樹(3日)、本田聖嗣(4日)。

### 2016年
2015年12月から『OTTAVA Mall』でルネ・マルタンへのインタビュー番組(プレゼンター：林田直樹)を公開した。
2016年3月18日から4月27日、クラウドファンディングサイト・MotionGalleryにて、番組の制作や送出に必要な費用の寄付を募集した。録音番組の公開収録が可能な100万円を3月23日に、公開生放送が可能な250万円を4月13日に、生放送に加えて総集編となる特別番組が制作できる350万円を4月26日に達成。最終的には、のべ455人から385万1000円が寄せられた。
ラ・フォル・ジュルネ・オ・ジャポンが開催された5月3日から5日、会場内に特設スタジオを設け、『PrimeSeat/OTTAVA Liberta』枠で公開生放送を行った。メイン・プレゼンターは本田聖嗣(3日と4日)と林田直樹(5日)。ルネ・マルタンをはじめ、コンサートの出演者や公式レポートブログ隊の隊員、音楽ライターたちをゲストに迎えた。生放送の模様はニコニコ動画OTTAVAチャンネルに登録された。
IDC大塚家具とCASIOが協賛企業となった。当日はIDC大塚家具のベッド「レガリア」や波動スピーカー「グラナダ(M's System)」、CASIOのピアノ「CELVIANO Grand Hybrid」が特設スタジオに設置され、生放送やオフエアイベントで宣伝が行われた。
総集編となる特別番組は、5月29日に一番町スタジオから生放送が行われた。プレゼンターは斎藤茂と飯田有抄。他のプレゼンターも、事前に収録されたコメントで出演した。また、東京国際フォーラムとKAJIMOTOの協力により、実際の演奏会の模様もハイライトで流された。
この番組のオンデマンドは、2016年7月16日現在、公式YouTubeチャンネルで公開されている。生放送は音声のみであったが、YouTubeでは29日の生放送時のスタジオの動画や3日 - 5日の生放送時の写真などのスライドショーを含んだ動画になっている。
コレクター(支援者)へのリターンの一つ「コレクターが希望する企画により、プレゼンターがオリジナル番組を制作」については、2016年10月11日に第1弾の5本、11月18日に第2弾の2本、2017年1月12日に第3弾の2本が『OTTAVA for You』として公式YouTubeチャンネルで公開された。2020年4月、YouTube「ottava japan」チャンネル閉鎖に伴い公開終了。

### 2017年
2017年3月9日、MotionGalleryにて、番組の制作や送出に必要な費用の寄付の募集を開始した。録音番組の公開収録が可能な100万円を3月23日に、公開生放送が可能な250万円を4月12日に、生放送に加えて総集編となる特別番組が制作できる350万円を4月28日に達成。最終的には、のべ524人から369万6555円が寄せられた。
また、同時期に、『OTTAVA Mall』でルネ・マルタンへのインタビュー番組(プレゼンター：林田直樹)を公開した。
ラ・フォル・ジュルネ・オ・ジャポンが開催された5月4日 - 6日、会場内に特設スタジオを設け、公開生放送を行った。プレゼンターは林田直樹・ゲレン大嶋(4日)、本田聖嗣・飯田有抄(5日)、森雄一・小室敬幸(6日)。
CASIO、MDパートナーズ、テラダ・ミュージック・スコア、YAMAHAが協賛企業となった。当日は特設スタジオ脇にブースを設けて「CELVIANO Grand Hybrid」「電子楽譜GVIDO」「mysound」などを展示したほか、番組内やオフエアイベントで宣伝を行った。
総集編となる特別番組は、6月3日に一番町スタジオから生放送が行われた。プレゼンターは斎藤茂と飯田有抄。他のプレゼンターも、事前に収録されたコメントで出演した。また、東京国際フォーラムとKAJIMOTOの協力により、実際の演奏会の模様もハイライトで流された。この番組のオンデマンドは、2016年11月7日に、公式YouTubeチャンネルで公開された。生放送は音声のみであったが、YouTubeでは29日の生放送時のスタジオの動画や3日 - 5日の生放送時の写真などのスライドショーを含んだ動画になっている。
コレクターへのリターンの一つ「コレクターが希望する企画により、プレゼンターがオリジナル番組を制作」については、2018年1月24日に第1弾の4本、2月1日に第2弾の1本、3月28日に第3弾の3本が『OTTAVA for You』として公式YouTubeチャンネルで公開された。2020年4月、YouTube「ottava japan」チャンネル閉鎖に伴い公開終了。

### 2018年
この年は、諸事情により、放送局としての参加は見送りとなった。
5月1日、『OTTAVA Mall』でルネ・マルタンへのインタビュー番組(プレゼンター：林田直樹)が公開された。

### 2019年
4月1日、「会場・ホールEの特設スタジオと天王洲のTMMTスタジオを結び、連日7時間、二元生中継を行う」と発表。
4月30日、『OTTAVA Mall』でルネ・マルタンへのインタビュー番組(プレゼンター：林田直樹)が公開された。
ラ・フォル・ジュルネTOKYOが開催された5月3日 - 5日、公開生番組をオンエアした。会場側のプレゼンターは飯田有抄・小室敬幸(3日)、本田聖嗣・長井進之介(4日)、林田直樹・森雄一(5日)。天王洲側は3日間ともゲレン大嶋が担当した。

### 2020年
2020年2月18日、MotionGalleryにて、番組の制作や送出に必要な費用の寄付の募集を開始した。
3月27日、新型コロナウイルスの世界的な感染拡大の影響を受け、ラ・フォル・ジュルネ TOKYOが開催中止を発表。それにともない、クラウドファンディングも終了、コレクターには全額返金すると発表された。

### 2023年
2023年4月10日、参加を発表。ぴあクラシック公式サイト～poco a poco～と共同で、東京国際フォーラムガラス棟地下ロビーギャラリーのステージで公開収録を行う。
3月28日オンエアの『OTTAVA Now!』にてルネ・マルタンへのロングインタビュー(インタビュアー：林田直樹)が公開された。
ラ・フォル・ジュルネTOKYOが開催された5月4日 - 6日、会場内の特設ステージで公開収録を行った。番組は翌日オンエアされた。
XPAND、AQuA、ロジスティード、ぴあクラシック　poco a pocoが協賛企業となった。また、ピアノプレップからペトロフのアップライトピアノを借りた。

### 2024年
2024年4月12日、参加を発表。ぴあクラシック公式サイト～poco a poco～と共同で、東京国際フォーラムガラス棟地下ロビーギャラリーのステージで公開収録を行う。
4月12日・19日オンエアの『OTTAVA Andante』にてルネ・マルタンへのロングインタビュー(インタビュアー：林田直樹)が公開された。
ラ・フォル・ジュルネTOKYOが開催された5月3日 - 5日、会場内の特設ステージで公開収録を行った。番組は翌日オンエアされた。
ロジスティード、ぴあクラシック　poco a pocoが協賛企業となった。また、ピアノプレップからペトロフのアップライトピアノを借りた。

## TBSを離れてからの活動

### CD

#### OTTAVA Selection(vol.0 - 4)
2014年9月から、ナクソス・ジャパンとの共同企画でリリースされた、オリジナル・コンピレーション・アルバムのシリーズ。
プレゼンターが、それぞれの得意分野を生かして選曲・ライナーノーツを担当した。このシリーズでは、印刷されたライナーノーツがCDに付属せず、OTTAVA公式サイトでPDFファイルが公開された。
- vol.0 朝バッハ〜Bach in the Morning(2014年9月、林田直樹)[135]
- vol.1 午後のギター〜Guitar Music in the Afternoon(2014年10月、ゲレン大嶋)[136]
- vol.2 パリのクリスマス〜Christmas in Paris(2014年11月、本田聖嗣)[137]
- vol.3 ロックになったクラシック〜ROCK X LASSIC(2014年12月、森雄一、品番：OTVA-0003)[138]
- vol.4 愛の小径〜LOVE SONGS(2015年1月、高野麻衣、品番：OTVA-0004)[139]

#### 2015年4月からのシリーズ
2015年4月にスタートした、ナクソス以外の国内レコードレーベルともコラボレーションする新しいシリーズ。
- OTTAVA 5　春、ウィーンにて〜Spring in Vienna(2015年4月、共同企画：カメラータ・トウキョウ、選曲・ライナーノーツ[注 209]：林田直樹)[140][141]

#### OTTAVA Records
2015年9月にスタートした。当初はSynthax Japanのレーベル・RME Premium Recordingsとコラボレーション。アルバムはCDとハイレゾ音源でラインナップされていた。2019年11月からは、キングインターナショナルとコラボレーションしている。
- コントラポントのヴェスプロ(演奏：古楽アンサンブル・コントラポント、指揮：花井哲郎、曲目：モンテヴェルディ「聖母の夕べの祈り」、リリース：2015年9月25日、品番：OTVA-0006)[145]
- 三枝伸太郎 Orquesta de la Esperanza(演奏：三枝伸太郎 Orquesta de la Esperanza、リリース：2015年9月25日、品番：OTVA-0007)[146]
- Borodin & Smetana : String Quartets(演奏：ストリングカルテット響、リリース：2015年12月19日、品番：OTVA-0008)[147]
- シューベルト：弦楽四重奏曲第14番ニ短調(死と乙女)Ｄ.810(弦楽五重奏曲編曲版)(演奏：UNAMAS STRINGS QUINTET、リリース：2016年7月1日、品番：OTVA-0009)[148][149][150]
- Désespoir agréable(演奏：Ky、リリース：2016年9月22日、品番：OTVA-0010)[151][152][153]
- L'heure exquise　優美なる時　―フランス歌曲集―(演奏：浜田理恵(ソプラノ)・ 三ッ石潤司(ピアノ)、リリース：2016年10月7日、品番：RRSC-20001)[154][155][156]
- A. Piazzolla by Strings and Oboe(演奏：UNAMAS Piazzolla Septet、リリース：2017年3月17日、品番：OTVA-0012) - 世界初の「MQA-CD」として発売された[157][158][159]
- 日本のルーツミュージックシリーズ　第一弾　The Sound of Taketomi Island-Okinawa(演奏：萬木忍(唄・三線・銅鑼)・幸枝(フルート・オカリナ・囃子)・根原格(島太鼓・囃子)、リリース：2017年5月17日、品番：OTVA-0015)[160]
- Contigo en La Distancia～遠く離れていても～(演奏：喜多直毅(ヴァイオリン)・田中信正(ピアノ)、リリース：2017年6月21日、品番：OTVA-0014)[161]
- P.I Tchaikovsky op-70 Souvenir de Florence(演奏：UNAMAS Strings Septet、リリース：2017年7月7日、品番：OTVA-0017)[162][163]
- The Sound of Ohga Hall Best Selection(リリース：2017年12月25日、品番：OTVA-0020)[164]
- classics×227(演奏：227、リリース：2018年2月27日、品番：OTTAVA227)[165]
- わたしが一番きれいだったとき：When I was young and so beautiful(演奏：三枝伸太郎(ピアノ)・小田朋美(ヴォーカル)・関口将史(チェロ)、リリース：2018年3月21日、品番：OTVA-0022)[166][167]
- 月の沙漠～シルクロード 弦奏の旅路～(演奏：Moonlight Caravan(常味裕司(ウード)・櫻田亨(リュート)・柴田杏里(ギター)・田原順子(琵琶)・大城みほ(ソプラノ)) 、リリース：2018年4月20日、品番：OTVA-0023)[168]
- Flowers(演奏：三枝伸太郎 Orquesta de la Esperanza、リリース：2019年8月2日、品番：OTVA-0024)[169]
- マイ・ソングス・フロム・ニューヨーク(演奏：まきみちる(ヴォーカル)・ケニー・バロン(ピアノ)・北川潔（英語版）(ベース)・ジョナサン・ブレイク（英語版）(ドラムス)・直居隆雄(ギター)、リリース：2019年11月8日、品番：OTTAVA-10001)[170][171]
- リスト・パラフレーズ(演奏：近藤嘉宏(ピアノ)、リリース：2019年12月12日、品番：OTTAVA-10002)[172][173]
- Je ne t'aime pas　あなたなんか愛していない(演奏：福田美樹子(ソプラノ)・本田聖嗣(ピアノ)、リリース：2020年4月17日、品番：OTTAVA-10003)[174][175]
- The Live!(演奏：田尻洋一(ピアノ)。リリース：2020年8月4日、品番：OTTAVA-10004)[176][177]
- 6手2台ピアノによる ドビュッシー『海』(演奏：青柳いづみこ・森下唯・田部井剛。リリース：2020年11月、品番：OTTAVA-10005)[178][179]

#### OTTAVA Selection(vol.5 - )
2016年11月16日、クラウドファンディングサイト・MotionGalleryにて、低価格コンピレーションCDを定期的にリリースするプロジェクトが発表された。
CDジャケットに「OTTAVA Selection」の表記はないが、デザインはvol.4までのものを踏襲している。
- vol.5 OTTAVAリスナー1218人が選んだ～My Best Aria(リリース：2017年2月、品番：OTVA-0011)

かつて『OTTAVA con brio』で行われた人気投票の結果をCD化。2016年11月16日から12月21日まで募集。CDが制作可能な60万円を12月19日に達成。最終的には、のべ295人から72万6701円が寄せられた。ライナーノーツは斎藤茂が担当した。
- vol.6 夜、瞑想のバッハ～A Night with Bach[182](リリース：2017年5月)

林田直樹が選曲・ライナーノーツを担当。2017年1月27日から2月28日まで募集。CDが制作可能な60万円を2月7日に達成。最終的には、のべ474人から104万5884円が寄せられた。ストレッチゴールの100万円に到達したため、特別番組『夜、瞑想のバッハ～A Night With Bach　特別編～』が制作され、6月12日に公開された。
- vol.7 南フランスのバカンス～Vacances dans le sud de la France(リリース：2017年8月、品番：OTVA-0016)

本田聖嗣が選曲・ライナーノーツを担当。2017年5月17日から31日まで募集。CDが制作可能な60万円を5月29日に達成。最終的には、のべ371人から76万4400円が寄せられた。リターン(応援のお礼)の一つとして、「南フランスの車窓から」(本田がフランスのバカンスをテーマにたっぷりと語る「解（怪）説CD-R」)が用意された。また、11月18日には本田による「南フランスのバカンスの回想」をテーマにしたサロンコンサートが開催された。
- vol.8 一番町ギター倶楽部 ラテン・アメリカ編～Ichiban-cho Guitar Club -Guitar Music of Latin Amereica-(リリース：2017年12月、品番：OTVA-0018)

ゲレン大嶋が選曲・ライナーノーツを担当。2017年8月5日から9月29日まで募集。CDが制作可能な60万円を9月26日に達成。最終的には、のべ372人から71万9323円が寄せられた。リターンの一つとして、アグスティン・バリオスのミニ詩集が用意された。
- vol.9 濃厚、濃密！ロシア音楽の世界～Denseness of Russian Soul(リリース：2018年3月、品番：OTVA-0021)

飯田有抄が選曲・ライナーノーツを担当。2017年11月23日から12月28日まで募集。CDが制作可能な60万円を12月19日に達成。最終的には、のべ409人から86万1600円が寄せられた。リターンの一つとして、飯田によるロシア作曲家イラスト集が用意された。また、ストレッチゴールの80万円に到達したお礼の特別生番組が2018年4月15日にオンエアされた。プレゼンターは飯田と小室敬幸。ゲストとして平野恵美子(東京大学文学部スラヴ語スラヴ文学研究室助教)が出演した。

### インターネット配信
The Concert at Home
2020年4月にスタートした、無観客ライブコンサートのシリーズ。YouTubeで配信されるほか、4Kアクトビラでも視聴可能。
- 第1回　林愛実 フルートリサイタル with 長井進之介(2020年4月29日公開)。
- 第2回　田尻洋一 ピアノリサイタル(2020年5月29日公開)。
- 第3回　福田進一　ギターリサイタル(2020年7月16日公開)。
- 第4回　紗理 with 河野文彦 Duo Live(2020年8月21日公開)。
- 第5回　中村誠一トリオ Live(2020年10月28日公開)。

トークセッション
2020年10月16日、近藤嘉宏と林田直樹により、YouTubeにて開催。

### コンサート
「第2の開局記念」ガラ・コンサート
「OTTAVA『第2の開局記念』ガラ・コンサート　クラシック・モダン・ナイト」を、2014年11月7日にめぐろパーシモンホールで開催した。
当日は、各プレゼンターのほか、下記の音楽家が出演した。
- 福間洸太朗
- NAOTO
- 鷲尾麻衣
- 与儀巧
- 村田恵理子
- 柳瀬大輔
- 本田聖嗣
- coco←musika

サロンコンサート
2015年4月から、プレゼンターの企画によるサロンコンサートを開催している。
本田聖嗣定季演奏会　2015年春「海峡と大洋を挟んで！」
2015年4月4日に開催。本田聖嗣が企画・出演。唐津健(チェロ)、山田麗(ソプラノ)がゲスト出演した。
OTTAVA Listener's Party～Salon Paraiso Vol.1～ coco←musika Live
2015年6月7日に開催。ゲレン大嶋が企画。coco←musikaが出演した。
本田聖嗣定季演奏会　2015年夏「ピアニスト4人、3台のピアノに向かう。」
2015年7月4日に開催。本田聖嗣が企画・出演。中川佳彦、佐々木京子、佐々木祐子がゲスト出演した。当日演奏された楽曲は、その日の夜に配信された『OTTAVA Phonica』で、OTTAVAのアーカイヴの音源により再現された。
OTTAVA Listener's Party～Salon Paraiso Vol.2～ 純名里沙&笹子重治 Duo Live
2015年8月9日に開催。ゲレン大嶋が企画。純名里沙と笹子重治が出演した。
本田聖嗣定季演奏会　2015年秋「秋に響く歌声」
2015年10月3日に開催。本田聖嗣が企画・出演。澤江衣里(ソプラノ)がゲスト出演した。
本田聖嗣定季演奏会　2016年冬「スーパーホルン奏者、縦横無尽。クイズもあります？！」
2016年2月6日に開催。本田聖嗣が企画・出演。福川伸陽(ホルン)がゲスト出演した。
本田聖嗣定季演奏会　2016年春「セイジ的な午後？　各国を音楽でめぐります。」
2016年4月2日に開催。本田聖嗣が企画・出演。岡本誠司(ヴァイオリン)がゲスト出演した。
本田聖嗣定季演奏会　番外編「ディマーシュ・スペシャル Vol.1」安江佐和子さんを迎えて「リズムが躍る春」
2016年5月22日に開催。本田聖嗣が企画・出演。安江佐和子(パーカッション)と佐々木京子(ピアノ)がゲスト出演した。「ディマーシュ」はフランス語で「日曜日」の意。
本田聖嗣定季演奏会　2016年夏「ピアニスト4人、再び2台のピアノに向かう。」
2016年8月6日に開催。本田聖嗣が企画・出演。中川佳彦、佐々木京子、佐々木祐子がゲスト出演した。
本田聖嗣定季演奏会　2016年秋「秋の渋谷に響く、尺八の音色。」
2016年10月1日に開催。本田聖嗣が企画・出演。三橋貴風(尺八)がゲスト出演した。
本田聖嗣定季演奏会　2017年冬「季節は低温ですが、コンサートは低音の魅力全開です。」
2017年2月18日に開催。本田聖嗣が企画・出演。橋本晋哉(チューバ、セルパン)がゲスト出演した。
帰ってきた　本田聖嗣定季演奏会　2017秋編「南フランスのバカンスの回想」
2017年11月18日に開催。本田聖嗣が企画・出演。塙美里(サクソフォーン)がゲスト出演した。
Classic Modern!　～OTTAVA Records Showcase
OTTAVA Recordsのスタートを記念するコンサート。2015年9月25日に品川区五反田文化センター音楽ホールで開催した。
coco←musikaや三枝伸太郎 Orquesta de la Esperanzaのライヴが行われたほか、花井哲郎の解説でモンテヴェルディ「聖母の夕べの祈り」の一部をみんなで聴いた。
『PrimeSeat Salon』公開収録
PrimeSeatとの協業で制作した番組『PrimeSeat Salon』 の収録のためのサロンコンサートを、2015年12月から開催した。OTTAVAのリスナーやクラウドファンディングのコレクター(支援者)を招待した。
プレゼンターは斎藤茂やかの香織がつとめた。
下記に挙げたもの以外に、非公開での収録も行われた模様。
- 2015年12月18日　出演：ミカラ・ペトリ、西山まりえ、トークゲスト：中村栄宏
- 2016年1月28日　出演：鈴木大介
- 2016年3月3日　出演：二人旅(柏木広樹/光田健一)
- 2016年4月27日　出演：ルイス＝フェルナンド・ペレス、ゲスト・プレゼンター：飯田有抄
- 2016年6月20日　出演：崎元譲、美野春樹
- 2016年7月26日　出演：いちむじん(宇高靖人/山下俊輔)
- 2016年8月2日　出演：おんがくしつトリオ(内藤晃/中村栄宏/菅谷詩織)、ゲスト・プレゼンター：飯田有抄
- 2016年8月13日　出演：ペーター・シュミードル、岡田知子(ピアノ)、マルモ・ササキ
- 2016年12月22日　出演：マルモ・ササキ、ウララ・ササキ
- 2017年1月31日　出演：里アンナ、中林万里子

クリスマス・コンサート2015
「Buon Natale ! OTTAVAクリスマス・コンサート2015」を、2015年12月19日に大田区民ホール・アプリコ大ホールで開催した。
下記の音楽家のほか、OTTAVAのプレゼンターでは、斎藤茂、森雄一、本田聖嗣が出演した。吹奏楽のパートでは、オザワ部長も登場した。
- 清塚信也
- NAOTO
- 東海大学付属高輪台高等学校吹奏楽部(指揮：畠田貴生)
- セイジホンダ・ピアノ・オーケストラ・ウィズ・フレンズ(佐々木京子、佐々木祐子、佐野隆哉、本田聖嗣)
- 上田純子(声楽家)
- Saxphone Quartet桜

このコンサートでは「サンタクロース・シート」の募集も行われた。OTTAVAリスナーが購入した枚数分、大田区内の児童養護施設の子どもたちをコンサートに招待するという企画である。
OTTAVA Gioia ! Gioia ! Concert
『OTTAVA Gioia』のプレゼンターをつとめるゴシキヒワ、Saxophone Quartet 桜、227が共演するコンサート。2016年5月20日に品川区五反田文化センター音楽ホールで開催した。
CADILLAC presents 東京フィル アメリカン 新世界クラシックの旅
正式なタイトルは「CADILLAC presents 東京フィル アメリカン 新世界クラシックの旅～"パリのアメリカ人"から"スター・ウォーズ"まで～」。番組「Cadillac American Luxury OTTAVA新世界クラシック」で流れるアメリカ生まれの名曲たちを楽しむコンサート。2016年6月4日に東京オペラシティコンサートホール　タケミツメモリアルで開催した。
演奏は東京フィルハーモニー交響楽団、指揮はユウガ・コーラー、MCは森雄一。
クリスマス・コンサート2016
「Buon Natale ! OTTAVAクリスマス・コンサート2016」を、2016年12月13日に豊洲シビックセンターホールで開催した。司会進行は斎藤茂。出演者は下記の通り。
- SINSKE(マリンバ)
- いちむじん(ギターデュオ:宇高靖人/山下俊輔)
- 辛島小恵(ソプラノ)&本田聖嗣 - 本田は独奏も行った
- 一番町小町(菅谷詩織(鍵盤ハーモニカ)/飯田有抄(トイピアノ))

「サンタクロース・シート」の募集も行われた。OTTAVAリスナーが購入した枚数分、豊洲・東雲地区の子どもたちをコンサートに招待するという企画である。
このコンサートはハイレゾ音質で録音され、『PrimeSeat Salon』特別編としてPrimeSeat(12月24日)とOTTAVA(12月25日)で放送された。番組の進行は斎藤と神乃ちよが担当した。
OTTAVA presents SINSKEマリンバコンサート　CLASSICAL＊LOVERS
SINSKEがマリンバ・ソロ演奏用にリアレンジしたクラシックの名曲を演奏するサロンコンサート。月1回、全13回。2017年1月と2月のコンサートの模様は、PrimeSeatとの協業で制作した番組『PrimeSeat Salon』で放送された。協業終了後、コンサートの模様は『OTTAVA Classical Lovers』で放送されている。
- 2017年1月21日　出演:SINSKE
- 2017年2月25日　出演:SINSKE、広田圭美(ピアノ)　ゲスト:谷本綾香(メゾソプラノ)
- 2017年3月25日　出演:SINSKE、広田圭美
- 2017年4月29日　出演:SINSKE、広田圭美
- 2017年5月21日　出演:SINSKE、広田圭美
- 2017年6月23日　出演:SINSKE、広田圭美　ゲスト：斎藤茂
- 2017年7月19日　出演:SINSKE
- 2017年8月26日　出演:SINSKE、広田圭美
- 2017年9月23日　出演:SINSKE、広田圭美
- 2017年10月27日　出演:SINSKE、服部恵

- 2017年11月19日　出演:SINSKE、広田圭美

- 2017年12月14日　出演:SINSKE、広田圭美
- 2017年12月16日　出演:SINSKE、広田圭美

OTTAVA Verde(オッターヴァ　ヴェルデ)
OTTAVAが紀尾井町サロンホールと共同で、音楽家を目指す学生を応援するプロジェクト。「verde」はイタリア語で「緑色」の意。「若々しい、伸び盛りの人」をイメージさせる命名である。
2017年4月のスタート時には、毎月1 - 2組の出演者に紀尾井町サロンホールを一日開放し、ハイレゾ・レコーディングとサロン・コンサートに挑戦してもらう企画であった。
- 2017年4月27日　山﨑亮汰と尾崎未空(ともにピアノ)
- 2017年5月18日　三津巴(津軽三味線)
- 2017年6月29日　五十嵐薫子(ピアノ)

一時中断していたが、2018年1月25日より後述の『OTTAVA Night』のワンコーナーとして再開した。
- 2018年1月25日　羽室芽衣(ピアノ)
- 2018年2月22日　大澤里紗(ピアノ)
- 2018年3月22日　小林遼（ピアノ）
- 2018年4月19日　矢嶋みのり(ヴァイオリン)
- 2018年5月24日　東條太河(ヴァイオリン)
- 2018年6月28日　菅井瑛斗(チェロ)
- 2018年7月26日　大野寿乙(ピアノ)
- 2018年9月27日　石井千星(ヴァイオリン)
- 2018年10月25日　新里海音(ピアノ)
- 2018年11月22日　福田紗瑛(ヴィオラ）
- 2018年12月20日　横山さやか(ユーフォニウム)
- 2019年2月28日　古賀真澄(メゾソプラノ)
- 2019年3月28日　石田ユキ(ピアノ)
- 2019年6月27日　高橋梨野香(フルート)
- 2019年7月25日　荻原理子(フルート)
- 2019年8月22日　吉迫楓莉(ヴァイオリン)
- 2019年9月26日　広瀬瑠莉(ソプラノ)
- 2019年10月24日　荒川桐真(ヴァイオリン)
- 2019年12月19日　佐々木成美(サクソフォーン)
- 2020年1月30日　永田菫(ヴィオラ)
- 2020年2月27日　菊川穂乃佳(ヴァイオリン)
- 2020年3月26日→7月30日→2021年1月28日に延期→開催中止　郡一正(ピアノ)

OTTAVA SUMMER CONCERT 2017
2017年7月20日、豊洲シビックセンターホールで開催した。出演者は下記の通り。
- NAOTO(ヴァイオリン)&榊原大(ピアノ)
- 二人旅(柏木広樹(チェロ)/光田健一(ピアノ))
- 柳瀬大輔(バリトン)&本田聖嗣(ピアノ/OTTAVAプレゼンター)

小町と子分のUNISON CONCERT　vol.1
2017年9月28日、紀尾井町サロンホールで開催。一番町小町(飯田有抄&菅谷詩織)と一番町子分(長井進之介&小室敬幸)が共演した。
OTTAVA Night
OTTAVAプレゼンターが今オススメしたいアーティストを紹介するサロンコンサート。
vol.1　「Trick or Treat?」
2017年10月26日に開催。長井進之介が企画・出演。片山奈都実(ヴァイオリン)・林愛実(フルート)・岩瀬舞音(ソプラノ)が出演した。
vol.2　「アナタの知らないコントラバスの世界」
2017年11月16日に開催。小室敬幸が企画・出演。地代所悠(コントラバス)が出演した。
vol.3　「OTTAVA 新年会 2018 『フランス風新年会！』」
2018年1月25日に開催。本田聖嗣が企画・出演。塙美里(サクソフォーン)・シリル・コピーニ(落語)・羽室芽衣(ピアノ、OTTAVA Verde枠)が出演した。
vol.4　「Welcome to Burlesque」
2018年2月22日に開催。長井進之介が企画・出演。片山奈都実(ヴァイオリン)・林愛実(フルート)・岩瀬舞音(ソプラノ)・大澤里紗(ピアノ、OTTAVA Verde枠)が出演した。
vol.5　「あなたの知らないロシアン・ピアニズムの世界」
2018年3月22日に開催。小室敬幸が企画・出演。佐藤彦大(ピアノ)・小林遼(ピアノ、OTTAVA Verde枠)が出演した。
vol.6　「ハナミズキの春」
2018年4月19日に開催。斎藤茂が企画・出演。ハナミズキ室内合奏団(小川有紀子(ヴァイオリン)・難波薫(フルート)・加納麻衣子(ピアノ))・矢嶋みのり(ヴァイオリン、OTTAVA Verde枠)が出演した。
vol.7　「シューベルトの光、ドビュッシーのいる庭」
2018年5月24日に開催。小林侑奈(ピアノ)・東條太河(ヴァイオリン、OTTAVA Verde枠)が出演した。
vol.8　「夢あふれる作曲家の集い」
2018年6月28日に開催。須関裕子(ピアノ)・菅井瑛斗(チェロ、OTTAVA Verde枠)が出演した。
vol.9　「ヴィオラの森」
2018年7月26日に開催。本田聖嗣が企画・出演。小林明子(ヴィオラ)・宇野美奈子(ヴィオラ)・佐々木真史(ヴィオラ)・本田聖嗣(ピアノ)・大野寿乙(ピアノ、OTTAVA Verde枠)が出演した。
vol.10　『伊藤悠貴 The Romantic』公開収録
2018年8月23日に開催。伊藤悠貴が企画・出演。マシュー・ロー(ピアノ/ヴォーカル)が出演した。
vol.11　「憧憬のショパン・色彩のドビュッシー」
2018年9月27日に開催。神野千恵(ピアノ)・石井千星(ヴァイオリン、OTTAVA Verde枠)が出演した。
vol.12　「マリウス・プティパ生誕200周年記念：レクチャー＋ピアノ＋影絵で甦る　幻のバレエ＜魔法の鏡＞」
2018年10月25日に開催。平野恵美子(東京大学助教、日本アレンスキー協会会員)・長江美和(ピアノ)・山田大祐(影絵)・新里海音(ピアノ、OTTAVA Verde枠）が出演した。
vol.13　「渡邊智道ピアノリサイタル～ある天才の生涯」
2018年11月22日に開催。渡邊智道(ピアノ)・福田紗瑛(ヴィオラ、OTTAVA Verde枠）が出演した。
vol.14　「聖しこのよる」
2018年12月20日に開催。市村頼子・及川響子・牧田信乃(ソプラノ)・加藤露弥(ピアノ)・若山花琳(フルート）・横山さやか(ユーフォニウム、OTTAVA Verde枠)が出演した。
vol.15　「GVIDO IXデビューコンサート」
2019年1月24日に開催。GVIDO MUSIC株式会社による若手音楽家の次世代型育成プロジェクト「GVIDO IX(グイド　ナイン)」のデビューコンサート。
vol.16　「Voyage à…?」
2019年2月28日に開催。長井進之介が企画・出演。宮下咲恵(ソプラノ)・高橋幸恵(メゾソプラノ)・古賀真澄(メゾソプラノ、OTTAVA Verde枠)が出演した。
vol.17　「春風と愛の歌」
2019年3月28日に開催。ヴィタリ・ユシュマノフ(バリトン)・服部容子(ピアノ)・石田ユキ(ピアノ、OTTAVA Verde枠)が出演した。
vol.18　「Mercoledi meet the Romantic with Bass!」
2019年4月25日に開催。『伊藤悠貴 The Romantic』公開収録。中村愛(ハープ)と山田磨依(ピアノ)のデュオユニット「Mercoledi」(メルコレディ、イタリア語で「水曜日」の意)初のフルコンサート。伊藤悠貴と小宮正寛(コントラバス)が出演。
vol.19　「インスピレーション～ピアノで彩る心象風景～」
2019年6月27日に開催。中野麻帆子(ピアノ)・高橋梨野香(フルート、OTTAVA Verde枠)が出演した。
vol.20　「ひとりのフルーティストと3人のピアニスト」
2019年7月25日に開催。北川森央(フルート)・雁部一浩・齋藤正樹・渡邊智道(ピアノ)、荻原理子(フルート、OTTAVA Verde枠)が出演した。
vol.21　「Over the planet～クラシック、ジャズ、ポップスで夏の宇宙旅行」
2019年8月22日に開催。Saxophone Quartet JASMINE(鈴木智歩(S.sax)・チカエ(A.sax)・田中美希(A.sax)・川岸慶子(T.sax)・小池里美(B.sax))、吉迫楓莉(ヴァイオリン、OTTAVA Verde枠)が出演した。
vol.22　「岸七美子ソプラノリサイタル　秋のわがままコンサート あなたは日本派、イタリア派??」
2019年9月26日に開催。岸七美子(ソプラノ)、河合良一(ピアノ)、広瀬瑠莉(ソプラノ、OTTAVA Verde枠)が出演した。
vol.23　「秋を彩る珠玉の名曲　篠原悠那 ヴァイオリン リサイタル」
2019年10月24日に開催。篠原悠那(ヴァイオリン)、守永由香(ピアノ)、荒川桐真(ヴァイオリン、OTTAVA Verde枠)が出演した。　
vol.24　「伊藤悠貴 Presents~イギリス音楽の夕べ~　大井手慶ピアノリサイタル」
2019年11月28日に開催。『伊藤悠貴 The Romantic』公開収録。大井手慶(ピアノ)が出演した。　
vol.25　「日本＊フィンランドの心象風景　Inner Landscape 福士恭子×佐藤裕一郎」
2019年12月19日に開催。福士恭子(ピアノ)、佐藤裕一郎(画家)、佐々木成美(サクソフォン、OTTAVA verde枠)が出演。フィンランド大使館と日本・フィンランド新音楽協会が後援。　
vol.26　「重なり合う鐘の響　三原未紗子ピアノリサイタル」
2020年1月30日に開催。三原未紗子(ピアノ)、永田菫(ヴィオラ、OTTAVA verde枠)が出演。
vol.27　「ロシア・ピアニズム　中谷彩花ピアノリサイタル」
2020年2月27日に開催。中谷彩花(ピアノ)、菊川穂乃佳(ヴァイオリン、OTTAVA verde枠)が出演。
vol.28　「煌めく高音の饗宴　島田優理子・林愛実・長井進之介 ジョイントリサイタル」
2020年3月26日に開催予定だったが、新型コロナウイルスの影響で7月30日に延期、さらに2021年1月28日に再延期となったが、中止に。島田優理子(ソプラノ)、林愛実(フルート)、長井進之介(ピアノ)、郡一正(ピアノ、OTTAVA verde枠)が出演予定だった。
vol.30　「鈴木舞＆福原彰美チャリティ・デュオ・リサイタル supported by UPDATER（みんな電力）」
2022年8月26日に開催。鈴木舞(ヴァイオリン)と福原彰美(ピアノ)が出演。チャリティおよび会場の新型コロナウイルス感染対策にはUPDATER(みんな電力)の協力を得た。
OTTAVA × KIWA TENNOZ presents "TENNOZ CANAL FES 2018 SUMMER" Celebration!
2018年8月4日 - 5日、OTTAVAの天王洲への本社移転を記念して、KIWA TENNOZで開催。出演者は下記の通り。
- タクシー・サウダージ(シンガー・ソングライター)
- ジョアン・リラ with 高田泰久(ギター)
- coco←musika

Fresca midi concert@GVIDO TOKYO
電子楽譜「GVIDO」の直営店「GVIDO TOKYO」で、『OTTAVA Fresca』のプレゼンター(本田聖嗣・長井進之介)がGVIDOを実際に使用して演奏と解説を行うミニコンサート。2019年1月9日に開始。7月10日を最後に休止となった。
本田聖嗣定季演奏会～名古屋編～
2019年9月14日に名古屋・アーク栄サロンホールで開催。「OTTAVA Premio」立ち上げの際のクラウドファンディングのリターン。東京以外で開かれた初のコンサートとなった。

### ウェビナー
2022年7月に「OTTAVA Accademia」を開講。当初はオンラインとリアルでの開講を予定していたが、新型コロナウイルス流行により現時点ではオンラインでの配信のみ。OTTAVA Plusで視聴可能。
スタート時の講師とテーマは下記の通り。
- 林田直樹『ことばの教室』
- 井内美香・斎藤茂『オペラでイタリア語！』
- 長井進之介(ゲスト：多田純一)『ショパンとその楽譜』
- 本田聖嗣『楽譜の風景』
- 森雄一『BRAVO TALK』

当初は有料だったが、2023年5月、ロジスティードの協賛を得て、無料聴取が可能になった。番組名は『LOGISTEED presents OTTAVA Accademia』に。動画を配信するスタジオ名も「LOGISTEED OTTAVA Studio」となった。
2024年6月現在の講師とテーマは下記の通り。
- 林田直樹『音楽とことばの教室』
- 香原斗志『オペラ、いま、これ！』
- 平野恵美子『きっとバレエが観たくなる』
- ゲレン大嶋『江戸川橋ギター倶楽部』

### セレクトショップ
2015年4月から2017年6月まで、楽天市場内に「OTTAVA セレクトショップ」をオープン。2017年6月28日にリニューアルのために注文の受付を停止、7月25日に閉店した。
2017年7月28日にBASE内にリニューアル・オープン。ノベルティグッズや前述のCDなどを販売している。